# 30031 Angelakong
30031 Angelakong este un asteroid din centura principală de asteroizi.

## Descriere
30031 Angelakong este un asteroid din centura principală de asteroizi. A fost descoperit pe 29 februarie 2000 la Socorro, New Mexico, în cadrul proiectului LINEAR. Asteroidul prezintă o orbită caracterizată de o semiaxă mare de 2,36 ua, o excentricitate de 0,17 și o înclinație de 6,6° în raport cu ecliptica.